# Pietro Boyesen

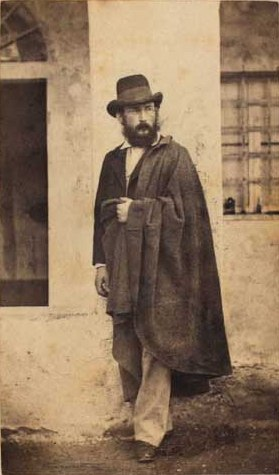
Pietro Boyesen: Johan Jochum Reinau (1836-1867), dánský malíř

Pietro (Peter) Thyge Boyesen (1819 Kodaň – 26. června 1882, Řím) byl dánský portrétní fotograf, který dlouhou dobu působil v Římě. Je významný především svými portréty Skandinávců, kteří navštívili Řím, z nichž mnohé jsou nyní v Královské knihovně v Kodani.

## Mládí
Boyesen se narodil v Kodani v roce 1819 nebo 1820. Jeho rodiče byli Peter Thyge Boyesen, velkoobchodník a Maria Christine Langeová. Po studiu učňovské malířské školy odešel do Mnichova v roce 1845 spolu se svým kolegou Theodorem Meldahlem, bratrem architekta Ferdinanda Meldahla. Tady zůstal 10 let a pracoval jako fotograf až do odjezdu do Říma, kde strávil zbytek svého života.

## Řím
Byl vždy skromný a zdrženlivý, obvykle fotografoval venkovní scény, žánrové obrázky nebo portréty, které prodával umělcům nebo turistům. Frederik G. Knudtzon, který popisoval nejzajímavější životní události mezi Skandinávci v Římě během 19. století, mluvil o "dánském fotografovi Pietro Boyesenovi, který byl zřídkakdy viděn, protože byl vždy zaneprázdněný." Boyesen byl později schopný doplnit svůj finanční příjem prací jako úředník pro německé velvyslanectví. Fotografoval zvířata a rostliny, stejně jako obrazy znázorňující život obyčejných Italů. Mnoho z jeho fotografií jsou carte de visite se záběry Skandinávců na návštěvě Říma, které pořizoval na dvoře před dveřmi ateliéru. Na rámu dveří je vidět slovo "Roma", někdy s letopočtem, kdy byla fotografie pořízena, po obou stranách dveří se pnou různé květiny, některé rostoucí v květináčích.
Boyesen měl talent pro kompozici a vystižení charakteristiky. Na rozdíl od usedlých studiových portrétů, které byly v té době velmi obyčejné a běžné, využíval Boyesen venkovní fotografování s různými předměty představující římské prostředí. Kompozicí s různými předměty a jejich vztahem k okolí při zhotovování snímků obsahují jeho díla poněkud nesmělé, ale intimní kouzlo.
Zemřel v Římě dne 26. června 1882 a je pohřben na římském hřbitově.

## Galerie

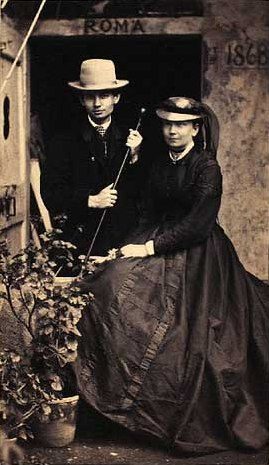
Johan Friderich Bergsøe, dánský umělec (1868)
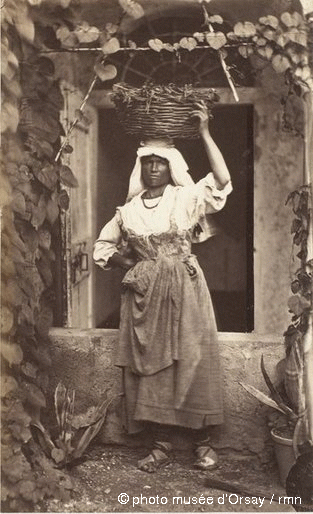
Italská žena s košíkem na hlavě, před 1872
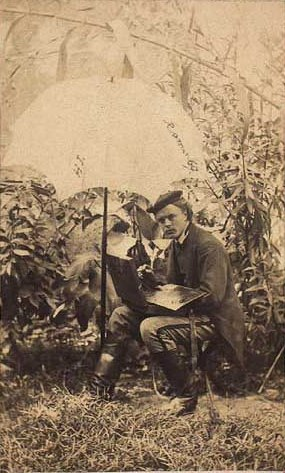
Harald Jerichau, dánský umělec, 1869
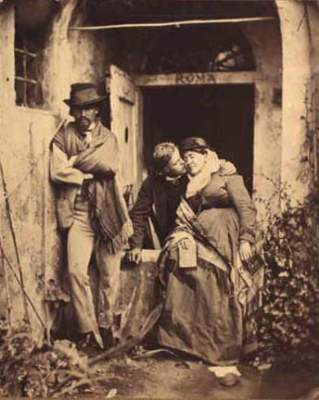
Elisabeth Jerichau-Baumann se svým synem Haraldem Jerichauem a Pietrem Krohnem, asi 1873